# Jardín japonés de La Paz
El espacio sociocultural Jardín japonés es un parque cerrado de la ciudad de La Paz administrado por el Gobierno Autónomo Municipal de La Paz. Habilitado como espacio sociocultural acoge eventos y celebraciones culturales de diferente índole.

## Historia
El jardín fue inaugurado el 22 de septiembre de 1975 en conmemoración a las Bodas de Oro de la Sociedad Japonesa en Bolivia.

## Características
El Espacio se halla ubicado junto a la rivera del Río Irpavi cercano a un desfiladero que sirve de telón para el jardín que presenta un trabajo paisajístico de inspiración japonesa, el acceso se realiza a través de la calle 8 de Calacoto, el espacio cuenta con diferentes áreas.
Los jardines del espacio son parte del diseño original, algunos elementos característicos son la laguna artificial, que durante las primeras etapas del espacio fue poblada por carpas y un sendero de troncos permitía atravesarla; y los senderos del parque que incluyen puentes de madera y sectores de ripio o con acabados de piedras de Los Yungas, como la laja negra. 

### Diseño urbano
El diseño del parque mantiene elementos originales así como ampliaciones realizadas tras su conversión a espacio de convenciones y eventos, entre los nuevos espacios tenemos:

### Salones
Se agregaron 2 salones de convenciones con los nombres de Sakura e Ikebana.
Los espacios exteriores se redujeron tras la implementación de la infraestructura de eventos, pero se mantienen:

### Jardines
Los jardines del parque son parte del diseño original del espacio, algunos elementos característicos son:

#### Laguna
La laguna artificial se constituye en un espejo de agua, durante las primeras etapas del espacio fue poblada por carpas, un sendero de troncos permitía atravesarla, actualmente se puede observar desde las orillas y la glorieta de mader acon la que cuenta el parque.

#### Casa de té
Espacio cubierto en el sector Norte del jardín

#### Senderos
Los senderos del parque incluyen puentes de madera y sectores de ripio o con acabados de piedras de Los Yungas, como a laja negra. En varios sectores están ornamentados con linternas de roca tallada y pérgolas de madera.

#### Fuente de agua
En el sector norte, cercano a la casa de té , se halla una fuente cudrangular que desemboca en la laguna.

## Eventos
Actualmente el espacio acoge la realización de diferentes eventos culturales privados en espacios cubiertos como seminarios y conferencias, así como eventos culturales públicos como el Festival japonés Omatsuri, el cual se realiza con el apoyo de instituciones culturales japonesas en Bolivia e incluye, exposiciones de artes japonés, gastronomía y actividades recreativas en los jardines.